# Tom Rothe
Tom Alexander Rothe (Rendsburg, 29 ottobre 2004) è un calciatore tedesco, difensore dell'Union Berlino.

## Caratteristiche tecniche
Terzino sinistro molto veloce e abile tecnicamente, dotato di un fisico imponente e con un'ottima resistenza nella corsa, bravo nel gioco aereo e nei cross, può essere impiegato anche come difensore centrale in una difesa a 3.

## Carriera

### Club

#### Giovanili al St.Pauli e Borussia Dortmund
Cresciuto nei settori giovanili di St. Pauli e Borussia Dortmund, ha esordito tra i professionisti il 16 aprile 2022, nella partita di campionato vinta per 6-1 contro il Wolfsburg, in cui ha segnato la prima rete dell'incontro, diventando così, a 17 anni e 169 giorni, il più giovane debuttante a segnare in Bundesliga.

#### Prestito al Holstein Kiel
L'1 Luglio 2023 passa in prestito al Holstein Kiel per la stagione 2023/2024. Nella Bundesliga 2 disputa una stagione molto positiva scendendo in campo da titolare e mettendo a segno 4 goal con 10 assist in 33 presenze.

#### Union Berlino
Il 7 Agosto 2024 viene acquistato dal Union Berlino per 5 milioni di euro.

### Nazionale
Ha giocato nelle nazionali giovanili tedesche Under-17, Under-19, Under-20 ed Under-21.

## Statistiche

### Presenze e reti nei club
Statistiche aggiornate al 7 novembre 2022.
| Stagione        | Squadra           | Campionato      | Campionato | Campionato | Coppe nazionali | Coppe nazionali | Coppe nazionali | Coppe continentali | Coppe continentali | Coppe continentali | Altre coppe | Altre coppe | Altre coppe | Totale | Totale |
| Stagione        | Squadra           | Comp            | Pres       | Reti       | Comp            | Pres            | Reti            | Comp               | Pres               | Reti               | Comp        | Pres        | Reti        | Pres   | Reti   |
| --------------- | ----------------- | --------------- | ---------- | ---------- | --------------- | --------------- | --------------- | ------------------ | ------------------ | ------------------ | ----------- | ----------- | ----------- | ------ | ------ |
| apr. 2022       | Borussia Dortmund | BL              | 2          | 1          | CG              | -               | -               | UCL+UEL            | -                  | -                  | SG          | -           | -           | 2      | 1      |
| 2022-2023       | Borussia Dortmund | BL              | 1          | 0          | CG              | 0               | 0               | UCL                | 3                  | 0                  | -           | -           | -           | 4      | 0      |
| Totale carriera | Totale carriera   | Totale carriera | 3          | 1          |                 | 0               | 0               |                    | 3                  | 0                  |             | -           | -           | 6      | 1      |